# Lista de prefeitos de Indaial
Esta é a lista de prefeitos e vice-prefeitos do município de Indaial, estado brasileiro de Santa Catarina.
| N  | Prefeito                          | Partido | Vice-prefeito                  | Início de Mandato       | Final do Mandato        | Observações                                                |
| -- | --------------------------------- | ------- | ------------------------------ | ----------------------- | ----------------------- | ---------------------------------------------------------- |
| 1  | Erich Kleine                      | PLC     | —                              | 21 de março de 1934     | 1º de maio de 1936      | Prefeito nomeado                                           |
| 2  | Frederico Hardt                   | AL      | —                              | 2 de maio de 1936       | 21 de dezembro de 1941  | Prefeito nomeado                                           |
| 3  | João Maria de Araújo              | AL      | —                              | 22 de dezembro de 1941  | 10 de fevereiro de 1944 | Prefeito nomeado                                           |
| 4  | Germano Brandes Júnior            | AL      | —                              | 11 de fevereiro de 1944 | 15 de novembro de 1945  | Prefeito nomeado                                           |
| 5  | Clodorico Moreira                 | UDN     | —                              | 16 de novembro de 1945  | 1º de maio de 1946      | Prefeito nomeado                                           |
| 6  | Alfredo Blaese                    | PSD     | Marcus Rauh                    | 2 de maio de 1946       | 4 de janeiro de 1948    | Prefeito nomeado                                           |
| 7  | Aroldo Neves                      |         | Germano Brandes Júnior         | 5 de janeiro de 1948    | 30 de janeiro de 1951   | Prefeito e vice eleitos                                    |
| 8  | Marcus Rauh                       |         |                                | 31 de janeiro de 1951   | 30 de janeiro de 1956   | Prefeito eleito                                            |
| 9  | Germano Brandes Júnior            |         |                                | 31 de janeiro de 1956   | 30 de janeiro de 1961   | Prefeito eleito                                            |
| 10 | Alfredo H. Hardt                  |         |                                | 31 de janeiro de 1961   | 30 de janeiro de 1966   | Prefeito eleito                                            |
| 11 | João Hennings Filho               |         |                                | 31 de janeiro de 1966   | 30 de janeiro de 1970   | Prefeito eleito                                            |
| 12 | Werner Pabst                      |         |                                | 31 de janeiro de 1970   | 30 de janeiro de 1973   | Prefeito eleito                                            |
| 13 | Nilo de Freitas                   | MDB     |                                | 31 de janeiro de 1973   | 31 de janeiro de 1977   | Prefeito eleito                                            |
| 14 | Victor Petters                    | ARENA   | Luiz Polidoro                  | 1º de fevereiro de 1977 | 4 de abril de 1982      | Prefeito eleito, renunciou para disputar uma vaga na ALESC |
| 15 | João Batista Deretti              | PDS     | Mário Bonessi                  | 5 de abril de 1982      | 31 de janeiro de 1983   |                                                            |
| 16 | Luiz Polidoro                     | PDS     | Arno Zoschke                   | 1º de fevereiro de 1983 | 31 de dezembro de 1988  | Prefeito e vice eleitos                                    |
| 17 | Victor Petters                    | PFL     | Sílvio Gonçalves da Luz        | 1º de janeiro de 1989   | 31 de dezembro de 1992  | Prefeito e vice eleitos                                    |
| 18 | Frederico João Hardt              | PMDB    | Rogério Raul Theiss            | 1º de janeiro de 1993   | 31 de dezembro de 1996  | Prefeito e vice eleitos                                    |
| 19 | Luiz Polidoro                     | PFL     | Sílvio Gonçalves da Luz        | 1º de janeiro de 1997   | 31 de dezembro de 2000  | Prefeito e vice eleitos                                    |
| 20 | Olímpio Tomio                     | PT      | Marlete Aparecida Gonzaga (PT) | 1º de janeiro de 2001   | 31 de dezembro de 2004  | Prefeito e vice eleitos                                    |
| 20 | Olímpio Tomio                     | PT      | Alcides Bedin (PT)             | 1º de janeiro de 2005   | 31 de dezembro de 2008  | Prefeito reeleito e vice eleito                            |
| 21 | Sérgio Almir dos Santos, Serginho | PMDB    | Mário Withoeft (PP)            | 1º de janeiro de 2009   | 31 de dezembro de 2012  | Prefeito e vice eleitos                                    |
| 21 | Sérgio Almir dos Santos, Serginho | PMDB    | Mário Withoeft (PP)            | 1º de janeiro de 2013   | 31 de dezembro de 2016  | Prefeito e vice reeleitos                                  |
| 22 | André Moser                       | PSDB    | Zelir Nezi, Zelir Tirol (PSD)  | 1º de janeiro de 2017   | 31 de dezembro de 2020  | Prefeito e vice eleitos                                    |
| 22 | André Moser                       | PSDB    | Zelir Nezi, Zelir Tirol (PSD)  | 1º de janeiro de 2021   | 31 de dezembro de 2024  | Prefeito e vice reeleitos                                  |
| 23 | Sílvio César da Silva             | PL      | Jonas Luiz de Lima (PSD)       | 1° de janeiro de 2025   | Atualidade              | Prefeito e vice eleitos                                    |